# CA Câmpulung Moldovenesc
Casa Armatei Câmpulung Moldovenesc a fost un club românesc de fotbal din orașul Câmpulung Moldovenesc, județul Suceava. A fost înființat în 1948 la Iași și desființat cinci ani mai târziu.

## Istoric
- Clubul a fost fondat în 1948, la Iași, și și-a început activitatea în Divizia C, ocupând locul 10 în sezonul 1948-1949. În sezonul următor, în anul 1950, CA Câmpulung obține promovarea în Divizia B, după ce câștigă play-offul de promovare. Antrenorul Gheorghe Gheorghian a folosit următorul 11 în turneul de baraj: C. Toma - Dan, Orban, Plujar, Töröcsik, Buimistruc, Costea, Faur, Butnaru, Săvuț, Rubiș.

- La jumătatea sezonului 1951, AS Armata Iași se afla pe locul secund în Divizia B, în luptă pentru promovarea în prima divizie cu Flacăra Moreni și Flacăra Ploiești. Orașul Iași mai avea două echipe în acel an în Divizia B, Știința și Locomotiva, astfel că AS Armata este mutată la Câmpulung Moldovenesc și denumită Casa Armatei. Nu a apărut nicio explicație pentru această mutare, dar conform zvonurilor, decizia a fost luată de Emil Bodnăraș, Ministru al Apărării în acea vreme, care locuia la Câmpulung. Fratele său, Manole Bodnăraș ocupa funcția de vicepreședinte al Comitetului pentru Cultură Fizică și Sport.

- Întărită cu mai mulți jucători de la CCA, echipa a promovat fără emoții în Divizia A, câștigând Divizia B cu un avans de nouă puncte față de a doua clasată, Flacăra Moreni.

- În Divizia A, antrenată de experimentatul Francisc Rónnay, echipa a avut o ascensiune fulminantă, în primul sezon 1952 încheind pe locul 3, pentru ca în sezonul 1953 să conducă aproape tot turul, pentru a ceda în ultima etapă prima poziție în favoarea surorii mai mari din București, CCA, echipă pe care o învinsese cu 2-1 în duelul direct.

- Însă în pauza dintre tur și retur echipa a fost desființată în urma unei decizii a Asociației Republicane CCA care a hotărât să aibă o singură reprezentantă în fotbal, echipa din București, restul formațiilor reprezentante ale Ministerului Apărării din țară fiind desființate. A fost și cazul echipelor CA Cluj și CA Craiova care evoluau în divizia B.

- Marea parte a jucătorilor de la CA Câmpulung, alături de antrenorul Francisc Ronnay au venit la CCA București.

## Palmares

### Competiții Naționale

#### Ligi:
```
 
Liga I
:
```

Locul 3 (1): 1952
```
Liga a II-a
:
```

Campioni (1): 1951